# Casteau
Casteau is een dorp in de Belgische provincie Henegouwen, en een deelgemeente van de Waalse stad Zinnik. Casteau ligt vlak bij Bergen. Casteau was een zelfstandige gemeente tot aan de gemeentelijke herindeling van 1977.
Het Supreme Headquarters Allied Powers Europe (SHAPE) is gevestigd in Casteau. SHAPE is het centrale commandocentrum van de militaire troepen van de NAVO.

## Bezienswaardigheden
- De Onze-Lieve-Vrouwekerk (Église Sainte-Vierge) is een classicistisch kerkgebouw van 1779.
- Het Château Misonne waarvan het park in 1860 werd aangelegd.
- Het Château de la Roquette was de zetel van een kleine heerlijkheid waarvan het huitige gebouw stamt van 1710. Het wordt omringd door een park met enkele follys, waardoorheen de Obrecheuil stroomt.

## Natuur en landschap
De Obrecheuil stroomt in zuidwaartse richting door een bosrijk gebied naar de Hene en voedt daarbij een reeks vijvers.  De hoogte aan de kerk bedraagt 85 meter.

## Economie
In 1825 werd door de Hollanders een militair kamp aangelegd dat in 1830 in bezit kwam van het Belgische leger. In 1967 vestigde zich het NAVO-hoofdkwartier, SHAPE, op het terrein.
Ook was hier een kruitfabriek (poudrerie) gevestigd, zie ook: Masnuy-Bruyères.

## Demografische ontwikkeling
- Bronnen:NIS, Opm:1831 tot en met 1970=volkstellingen
- 1970: Toename als gevolg van de vestiging van SHAPE in 1967

## Politiek
Casteau had een eigen gemeentebestuur en burgemeester tot de fusie van 1977. Burgemeesters waren:
- 1847-1879 : Henri Ansiau

## Geboren in Casteau
- Lancelot van Casteau (16e eeuw), chef-kok van de prinsbisschop van Luik
- Pierre Mainil (1925-2013), politicus

## Foto's

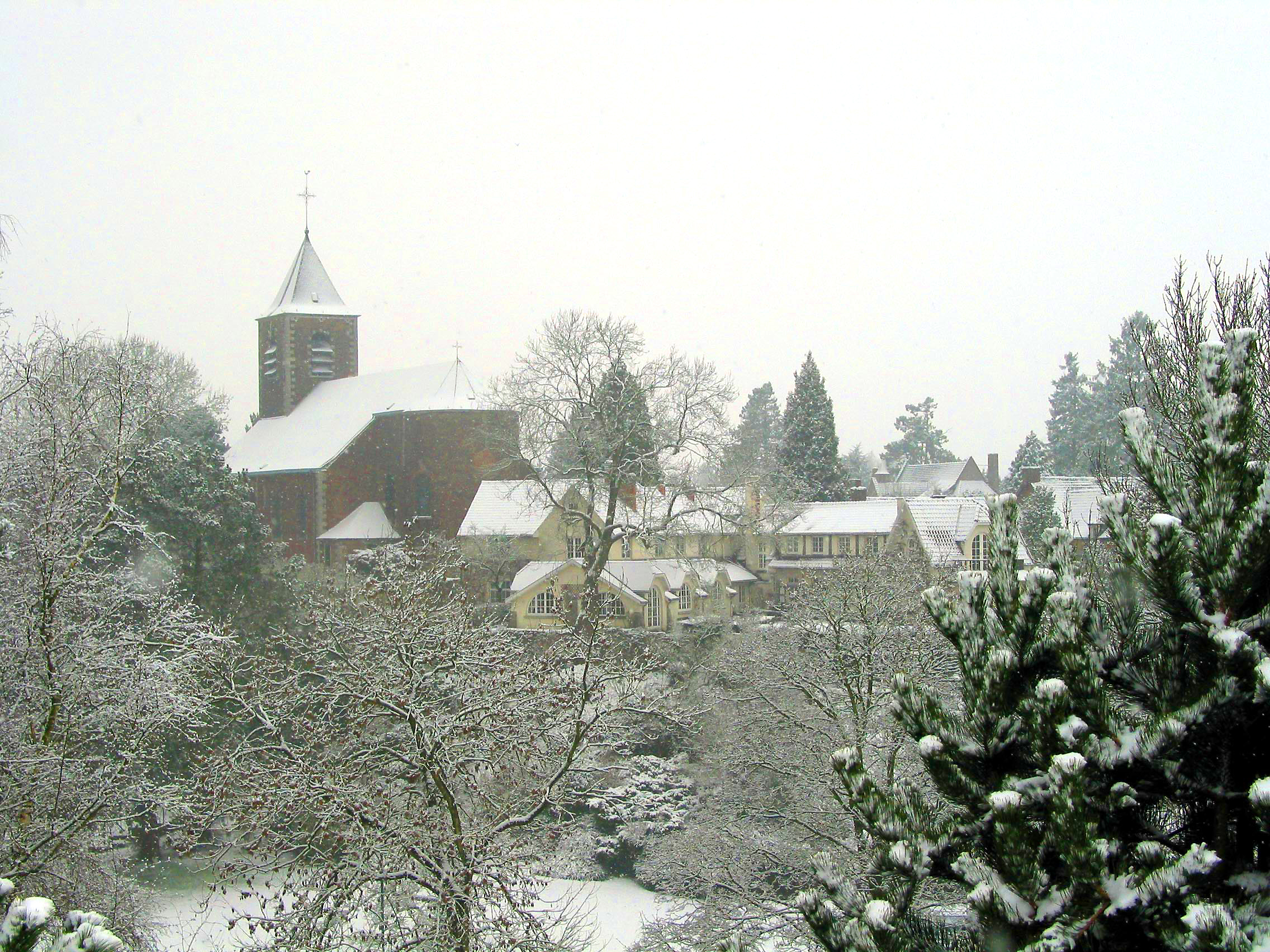
Het dorp in winter.
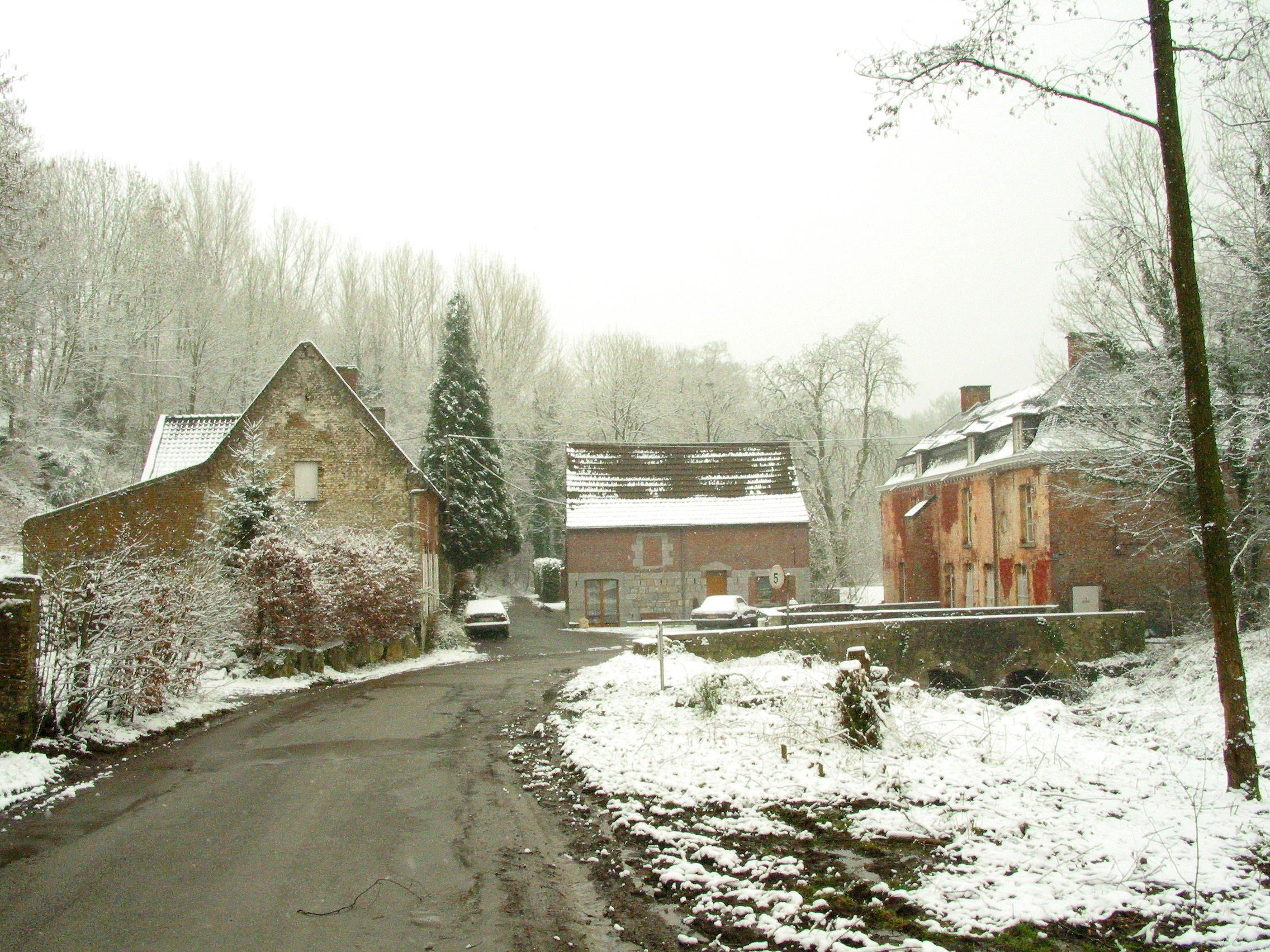
De oude molen in Casteau

## Nabijgelegen kernen
Saint-Denis, Thieusies, La Gage, Masnuy-Bruyères